# Neotropius khavalchor
Neotropius khavalchor är en fiskart som beskrevs av Chintamani R. Kulkarni 1952. Neotropius khavalchor ingår i släktet Neotropius och familjen Schilbeidae. IUCN kategoriserar arten globalt som otillräckligt studerad. Inga underarter finns listade i Catalogue of Life.